# Łęczna (gmina)
Łęczna – gmina miejsko-wiejska w województwie lubelskim, w powiecie łęczyńskim. W latach 1975–1998 gmina położona była w województwie lubelskim.
Siedziba gminy to Łęczna.
Według danych 2013 gminę zamieszkiwało 24 027 osób. Natomiast według danych z 31 grudnia 2017 roku gminę zamieszkiwały 23 462 osoby.
Gmina Łęczna jest najludniejszą gminą miejsko-wiejską województwa lubelskiego oraz gminą miejsko-wiejską o największej gęstości zaludnienia w województwie.

## Struktura powierzchni
Według danych z roku 2002 gmina Łęczna ma obszar 74,9 km², w tym:
- użytki rolne: 82%
- użytki leśne: 4%

Gmina stanowi 11,82% powierzchni powiatu.

## Demografia

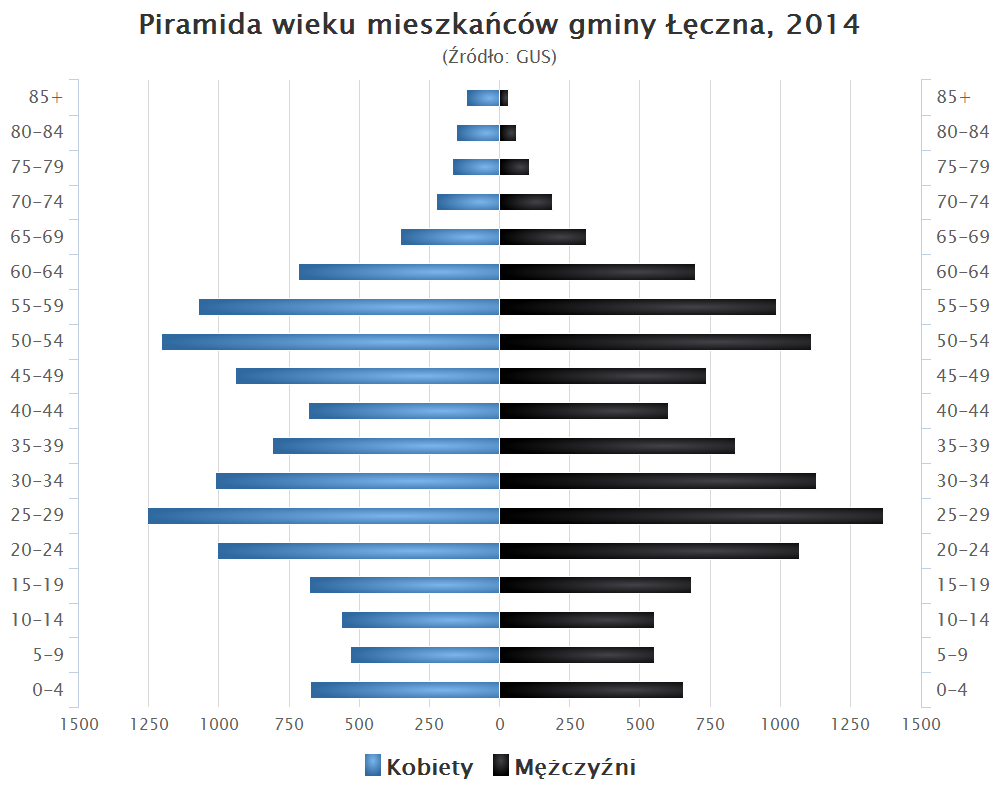
Piramida wieku mieszkańców gminy Łęczna w 2014 roku

Dane z 2013:
| Opis                              | Ogółem | Ogółem | Mężczyźni | Mężczyźni | Kobiety | Kobiety |
| --------------------------------- | ------ | ------ | --------- | --------- | ------- | ------- |
| jednostka                         | osób   | %      | osób      | %         | osób    | %       |
| populacja                         | 24 027 | 100    | 11 789    | 49,1      | 12 238  | 50,9    |
| gęstość zaludnienia (mieszk./km²) | 319,6  | 319,6  | 156,8     | 156,8     | 162,8   | 162,8   |

## Sołectwa
Ciechanki Krzesimowskie, Ciechanki Łęczyńskie, Karolin, Leopoldów, Łuszczów-Kolonia, Nowogród, Piotrówek Drugi, Podzamcze, Rossosz, Stara Wieś, Stara Wieś-Kolonia, Stara Wieś-Stasin, Trębaczów, Witaniów, Zakrzów, Zofiówka.

## Sąsiednie gminy
Ludwin, Mełgiew, Milejów, Puchaczów, Spiczyn, Wólka